# Mólniya R-60
El Molniya R-60 (en ruso: P-60; designación OTAN: AA-8 Aphid) es un misil guiado aire-aire liviano diseñado para su uso en aviones soviéticos y actualmente rusos. Ha sido ampliamente exportado, y permanece operativo en la Comunidad de Estados Independientes y muchas otras naciones.

## Historia
El R-60 fue desarrollado para armar al MiG-23. Los trabajos de diseño sobre el arma se iniciaron bajo la designación de buró K-60 (Izdeliye 62, u "Objeto 62"), a finales de la década de 1960. La producción en serie comenzó en 1973. Entró en operaciones con la designación oficial R-60 (nomenclatura OTAN: 'Aphid-A').
Ha sido ampliamente utilizado en aeronaves de fabricación soviéticas, y si bien ha sido más exitoso que los Vympel R-3, su cabeza de guerra de escasa potencia lo convierte en un misil relativamente limitado contra otros aviones de combate.

## Desarrollo
Al momento de su creación, el R-60 era uno de los misiles aire-aire más pequeños de mundo, con un peso al lanzamiento de solamente 44 kilogramos (97 libras). 
La versión original poseía guía calórica (infrarroja), mediante una cabeza buscadora denominada Komar ("Mosquito"). Esta refrigeraba el buscador calórico por medio de una bomba de refrigeración que emplea el llamado Efecto Peltier.
El R-60 emplea una cabeza de guerra muy pequeña para los estándares misilísticos, únicamente 3,5 kilogramos de metralla expansivo-detonante. Para detonar esta carga se diseñaron dos tipos diferentes de espoletas de proximidad: la espoleta estándar era la "Strizh" de accionamiento optoelectrónico. La escasa confiabilidad de la misma hizo que se propusiera el desarrollo de otra espoleta que funcionaba por radar activo, la "Kolibri". Los misiles equipados la espoleta Kolibri recibirían la denominación R-60K.
También se desarrollaron versiones inertes para adiestramiento, designadas alternativamente UZ-62 y UZR-60 .
Considerando que la práctica soviética era fabricar la mayoría de sus misiles con cabezas buscadoras intercambiables (ya sea por autoguía infrarroja o por radar semiactivo), la OTAN especuló que podría existir una versión con buscador por radar semiactivo del 'Aphid'. Sin embargo, el pequeño tamaño del 'Aphid' hace que la instalación de una antena receptora de energía radar con un tamaño razonable sea poco factible, y no parece que tal arma se haya contemplado.
En 1982 se finalizó el desarrollo de una versión actualizada del arma que resultó unos 42 milímetros más larga, siendo denominada R-60M (Código de la OTAN: 'Aphid-B'). Esta empleaba un buscador refrigerado por nitrógeno líquido que reemplazaba al inefectivo refrigerador Peltier. El alcance mínimo de lanzamiento se redujo a solo 200 metros. El un ángulo de detección del buscador infrarrojo se expandió hasta los ±20° y también se mejoró la cabeza de guerra mediante el empleo de 1.6 kilogramos de uranio empobrecido para aumentar el poder de penetración de la carga. 
Posteriormente para esta versión perfeccionada se le incorporó la espoleta mejorada Kolibri-M, con mayor resistencia a las contramedidas electrónicas y a los engaños calóricos (bengalas defensivas). Como resultado de esta conjunción, esta efectiva versión del misil recibió la denominación de R-60MK. Si bien es un misil de aspecto trasero, se dice que tiene una capacidad todo aspecto "limitada" en caso de que el enemigo que se aproxima de frente tenga una elevada firma calórica (por ejemplo, emplea un motor a reacción con postquemador).
La variante inerte de entrenamiento del R-60M es la R-60MU.

## Características
El misil realiza su control de vuelo mediante el empleo de timones delanteros y sus grandes aletas traseras. Los característicos canards de la nariz, conocidos como "desestabilizadores", sirven para optimizar la eficiencia de los timones durante la ejecución de maniobras de elevado ángulo de ataque.
De acuerdo con fuentes rusas, el alcance práctico de intercepción del R-60 era de alrededor de 4.000 metros, si bien el "alcance publicitado" fuese de 8 km a gran altura.

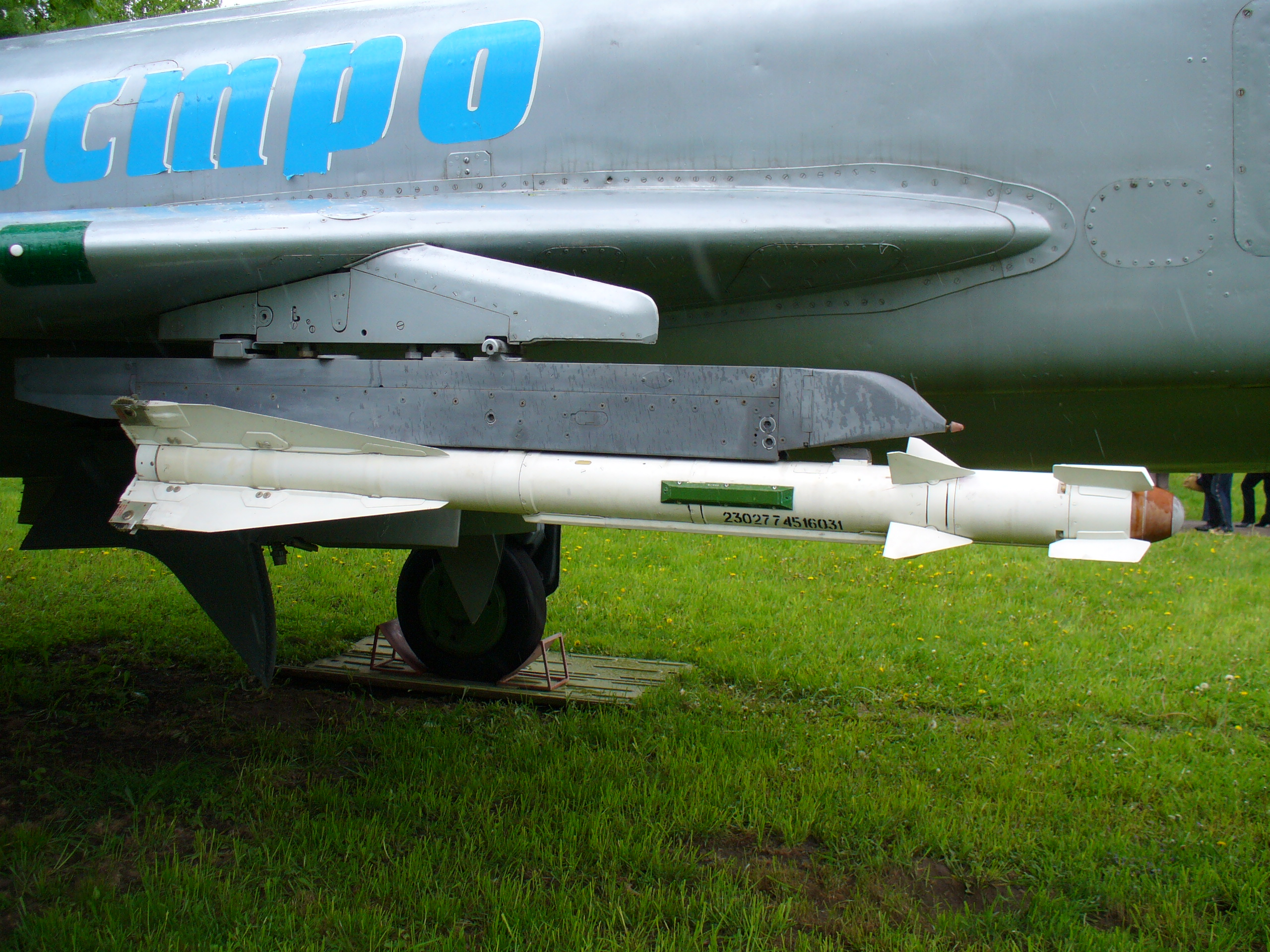
R-60 montado sobre un pilón de un Su-15T en exhibición.

El misil es muy ágil (unos 40 G), y puede ser lanzado desde aviones que maniobran a 7 G contra objetivos que maniobren hasta 8 G. Una ventaja táctica es su corto alcance mínimo de solo 300 m. Su principal limitación es su cabeza de guerra modesta, que requiere un impacto directo para lograr un derribo.

## Uso

### Unión Soviética
El 20 de abril de 1978, se dispararon dos misiles R-60 contra el vuelo 902 de Korean Air Lines después de que un error de navegación hubiera provocado que volara al espacio aéreo soviético. Un misil golpeó, separando 4 metros del ala izquierda y matando a 2 pasajeros. El avión hizo un aterrizaje de emergencia en un lago congelado. 
El 21 de junio de 1978, un PVO MiG-23M volado por el piloto V. Shkinder derribó dos helicópteros iraníes Boeing CH-47 Chinook que habían traspasado el espacio aéreo soviético, un helicóptero fue despachado por dos misiles R-60 y el otro por fuego de cañón.

### Siria
Varios informes rusos afirman que el AA-8 fue ampliamente utilizado durante la guerra de 1982 en el Líbano, y fue la principal arma utilizada por los sirios en el combate aire-aire. Algunos informes rusos afirman que el R-60 fue el misil aire-aire más exitoso desplegado por los sirios en el Líbano sobre el valle de Bekaa en 1982 Según los informes israelíes, la gran mayoría del combate aire-aire consistió en un rango visual Las peleas de perros, y esto también ha sido confirmado por fuentes rusas. Los informes rusos también mencionaron que varios F-4E, F-16A e IAI Kfirs fueron destruidos por R-60 entre otras aeronaves. Israel afirma que algunos F-4 y Kfirs se perdieron en 1982, pero enumera a los SAM como responsables de todas las pérdidas de aviones israelíes.

### Angola/Cuba
El 27 de septiembre de 1987, durante la Operación Moduler, dos MiG-23MLs cubanos de la Fuerza Aérea Cubana interceptaron el Mirage F1CZ del Capitán Arthur Piercy, que fue dañado por un R-60MK de frente por el comandante Alberto Ley Rivas. La explosión destruyó la rampa de arrastre del avión y dañó la hidráulica. Piercy fue capaz de recuperarse de AFB Rundu, pero el avión sobrepasó la pista. El impacto en el terreno accidentado provocó que el asiento de expulsión de Piercy se disparara, pero no se separó del asiento y sufrió lesiones en la columna vertebral. 
El 7 de agosto de 1988, un BAe-125 de propiedad del gobierno de Botsuana llevaba al presidente de Botsuana, Quett Masire, y su personal a una reunión en Luanda. Un piloto angoleño de MiG-23 disparó dos R-60 en el avión. Un misil golpeó el no. 2 motor, haciendo que se caiga de la aeronave. El segundo misil luego golpeó el motor cayendo. La tripulación pudo realizar un aterrizaje de emergencia exitoso en una franja de arbustos en Cutio Bie
También se confirmó el derribo de dos aviones livianos Cessna 337 de la organización Hermanos al Rescate.

### Irak
Durante la Guerra Irán-Irak el 11 de agosto de 1984 una pareja de MiG-23ML iraquíes derribó sobre Irán un F-14A iraní empleando R-60MK. Durante la Guerra del Golfo un MiG-29 iraquí derribó el 19 de enero de 1991 un Tornado Gr.MK1 británico empleando un misil R-60MK.

### India
Un MiG-21 de la Fuerza Aérea de la India usó un R-60 de infrarrojos para derribar una Breguet Atlantique pakistaní en 1999 que se introdujo en el espacio aéreo indio. Parte de los restos fueron encontrados en el territorio en disputa, este incidente es ampliamente conocido como el incidente Atlantique.

### Problemas de uso
A pesar de su elevada disponibilidad y empleo, algunas fuerzas aéreas han reportado dificultades de logística con respecto a las ojivas de uranio empobrecido (material radiológico demasiado contaminante). Las Fuerzas Aéreas de Polonia, República Checa y Hungría decidieron emplear muchos de sus misiles dotados de uranio empobrecido en sus campañas conjuntas de práctica (con muy buenos resultados), y han promovido programas de reemplazo de sus ojivas por las detonantes convencionales.

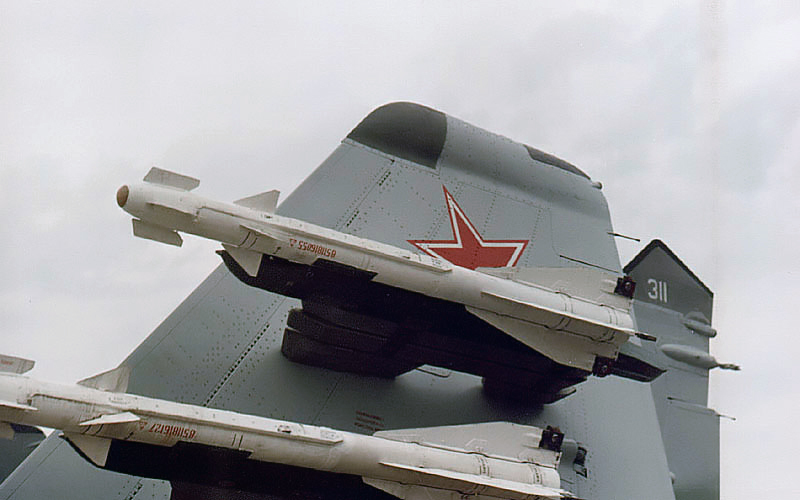
Misiles R-60 montados bajo el ala plegada de un MiG-29K durante el MAKS de 1999.

Desde 1999 una versión modificada del arma ha sido empleada como misil antiaéreo (SAM) como parte del Sistema de Armas de Artillería Antiaérea M55A3B1 yugoslavo. También ha sido visto portado en una montura doble en el blindado M53/59 SPAAG de origen checoslovaco. En este caso los misiles han sido modificados con el agregado de un motor booster, o primera etapa pirotécnica, y el motor propio del misil se convierte en el motor de vuelo ("sustainer").
Actualmente el R-60 ha sido reemplazado como misil de ordenanza para el combate cercano en la Fuerza Aérea Rusa por el Vympel R-73 (AA-11 'Archer'), aunque sigue habiendo existencias del 'Aphid' en servicio